# Jean Charles
Ne pas confondre avec l'écrivain français Jean-Charles, auteur de la Foire aux cancres
Jean Charles, de son nom complet Jean-Charles Brunschwiler, né en 1937 à Lausanne et mort le 24 septembre 2022 à Montélimar, est un animateur radiophonique et humoriste de Suisse romande.

## Biographie
Après ses études au collège de Genève, Jean Charles, passionné de chanson, monte à Paris en 1957 pour faire carrière et participe à l’émission d’Europe 1, les Numéro Un de demain. S'il emporte la première sélection, il se fait éliminer en demi-finale. Durant deux ans, Jean Charles tourne dans les boîtes et les cabarets parisiens. Il y fera la rencontre de Hugues Aufray, Moustaki et Serge Gainsbourg.
En 1959, Radio-Genève lui demande de faire des émissions sur la chanson. Il travaillera avec l'animatrice Colette Jean. En 1964, la maison de disques Vogue édite son premier et unique 45 tours avec les chansons Dame conscience et les Affreux. Il en vend 3 000 exemplaires en Suisse romande. Après un long voyage en Amérique latine où il réalise un carnet de route radiophonique, il s'établit à Lausanne en 1973, se marie et adopte deux enfants d'origine indienne.
Avec Jean-Pierre Allenbach, il a formé le tandem qui a fait les belles heures de la Radio suisse romande dans les années 1960. L’émission Faites pencher la balance…, animée par ces deux compères, consistait à récolter des annuaires téléphoniques périmés pour offrir la radio à des aveugles tout en votant pour l’un des deux artistes dont les chansons composaient le programme musical du concours.
Durant de nombreuses années, il a été le complice de Catherine Michel pour l’émission matinale À votre service. En 1982, il participe au lancement de la chaine Couleur 3.
Il a tenu une chronique satirique hebdomadaire dans Le Matin.
Il participa à l'émission de télévision de Lova Golovtchiner, Le Fond de la corbeille.
Il a co-animé durant bien quelques années l’émission Cinq sur cinq avec Lova Golovtchiner, Émile Gardaz, Patrick Nordmann, Patrick Lapp et Claude Blanc.
À l'époque, la Radio Suisse Romande, le premier programme menait chaque été une « opération séduction » en décentralisant le studio.
L'été on sortait… Tel était le slogan des grands noms de la radio des années 1970 et 1980. Frank Musy, Jean Charles, Claude Froidevaux, en train, à cheval, mettaient de la couleur et de l'aventure dans l'été des auditeurs. En 1976, la diligence de la radio part de Bonfol pour quelque 800 km en Suisse romande, pour le plus grand bonheur des enfants qui lui courent derrière.
Une année, ce fut au tour d'un wagon CFF de faire le tour de suisse romande. L'opération s’appelait Radio Rails. C'était à quelques virgules près le même synopsis.
Jean Charles est décédé pendant la nuit du 23 au 24 septembre 2022 à l'âge de 85 ans à Montélimar.

## Quelques émissions radio
- À votre service
- Faites pencher la balance
- Club de nuit
- Quand ça balance
- Des ronds dans l'eau
- Au fond à gauche
- Spectacle première

## Œuvres
- À fond de corbeille (avec Lova Golovtchiner), Lausanne, 2002
- C'est pas pour dire … : 52 semaines au Journal du matin et au Fond de la corbeille, Lausanne, 1990
- La Tamponne : Contes ferroviaires, Lausanne, 1975